# Chelostoma
Chelostoma là một chi ong thuộc họ Megachilidae.